# Akif Šeremet
Akif Šeremet (19 de setembro de 1895 - 19 de abril de 1939) foi um ativista comunista bósnio, conhecido como o "Professor Vermelho".
Membro do Partido Comunista da Iugoslávia desde sua criação em 1919, Šeremet permaneceu ativo em vários grupos comunistas durante o período entreguerras antes de ser preso em Moscou durante o Grande Expurgo e executado após quase um ano de prisão.

## Vida pregressa
Embora a família Šeremet viesse da aldeia Suhača perto de Livno, no sul da Bósnia e Herzegovina, Akif Šeremet nasceu na cidade central da Bósnia, Kladanj, em 19 de setembro de 1895. Seu pai, Ahmed Šeremet, era professor em Livno.

## Educação e ensino
Depois de se formar na escola de ensino, Šeremet recebeu seu doutorado em 1919 na Faculdade de Filosofia de Zagreb. De 1920 a 1921, ele foi um dos principais membros da Liga da Juventude Comunista da Iugoslávia na Universidade de Zagreb.
Por um curto período, ele ensinou em escolas secundárias em Prahovo e Čačak . Em 1924 foi nomeado professor de história e geografia em uma escola secundária em Banja Luka. Ele se socializou com o colega ativista e escritor Veselin Masleša . Devido à adição de sua postura comunista pessoal em seu ensino, ele ganhou o apelido de "Professor Vermelho".

## Prisão e morte
Šeremet foi preso em 19 de julho de 1938 durante o Grande Expurgo em Moscou. Em março de 1939, Josip Broz Tito excluiu Šeremet do partido comunista e o declarou um "verme" que estava "enganando o Comintern ". Šeremet foi executado junto com outros proeminentes comunistas iugoslavos, como Kosta Novaković, Sima Marković e Sima Miljuš em 19 de abril de 1939. Eles foram cremados após a execução no crematório do cemitério Donski em Moscou, onde seus restos mortais foram enterrados em uma vala coletiva.  